# Општина Гарсија (Нови Леон)
Гарсија (шп. García) општина је у Мексику у савезној држави Нови Леон. Општина се налази на надморској висини од 716 м.

## Становништво
Према подацима из 2010. у општини је живело 143668 становника.

### Хронологија
| Година       | 2000                  | 2005                  | 2010                   |
| ------------ | --------------------- | --------------------- | ---------------------- |
| Становништво | 28974 (14700 / 14274) | 51658 (26223 / 25435) | 143668 (72640 / 71028) |

### Попис
| \| \| м \| \| \| ж \| \| 0—2 \| 6.020 \| \| \| 5.925 \| \| 3—5 \| 5.998 \| \| \| 5.861 \| \| 6—11 \| 10.502 \| \| \| 10.138 \| \| 12—14 \| 3.645 \| \| \| 3.494 \| \| 15—17 \| 3.113 \| \| \| 3.062 \| \| 18—24 \| 7.554 \| \| \| 8.312 \| \| 60+ \| 1.893 \| \| \| 1.859 \| \| Просек : \| 26,3 \| \| \| 26,1 \| |        |  |  |        |
| |        |  |  |        |
| | м      |  |  | ж      |
| 0—2 | 6.020  |  |  | 5.925  |
| 3—5 | 5.998  |  |  | 5.861  |
| 6—11 | 10.502 |  |  | 10.138 |
| 12—14 | 3.645  |  |  | 3.494  |
| 15—17 | 3.113  |  |  | 3.062  |
| 18—24 | 7.554  |  |  | 8.312  |
| 60+ | 1.893  |  |  | 1.859  |
| Просек : | 26,3   |  |  | 26,1   |

| #   | Индикатор                                                                                        | Вредност |
| --- | ------------------------------------------------------------------------------------------------ | -------- |
| 1   | Становништво од 0 до 2 године                                                                    | 11945    |
| 2   | Мушко становништво од 0 до 2 године                                                              | 6020     |
| 3   | Женско становништво од 0 до 2 године                                                             | 5925     |
| 4   | Становништво са 3 и више година                                                                  | 130128   |
| 5   | Мушко становништво са 3 и више година                                                            | 65816    |
| 6   | Женско становништво са 3 и више година                                                           | 64312    |
| 7   | Становништво са 5 и више година                                                                  | 122023   |
| 8   | Мушко становништво са 5 и више година                                                            | 61682    |
| 9   | Женско становништво са 5 и више година                                                           | 60341    |
| 10  | Становништво са 12 и више година                                                                 | 97629    |
| 11  | Мушко становништво са 12 и више година                                                           | 49316    |
| 12  | Женско становништво са 12 и више година                                                          | 48313    |
| 13  | Становништво са 15 и више година                                                                 | 90490    |
| 14  | Мушко становништво са 15 и више година                                                           | 45671    |
| 15  | Женско становништво са 15 и више година                                                          | 44819    |
| 16  | Становништво са 18 и више година                                                                 | 84315    |
| 17  | Мушко становништво са 18 и више година                                                           | 42558    |
| 18  | Женско становништво са 18 и више година                                                          | 41757    |
| 19  | Становништво од 3 до 5 година                                                                    | 11859    |
| 20  | Мушко становништво од 3 до 5 година                                                              | 5998     |
| 21  | Женско становништво од 3 до 5 година                                                             | 5861     |
| 22  | Становништво од 6 до 11 година                                                                   | 20640    |
| 23  | Мушко становништво од 6 до 11 година                                                             | 10502    |
| 24  | Женско становништво од 6 до 11 година                                                            | 10138    |
| 25  | Становништво од 8 до 14 година                                                                   | 20477    |
| 26  | Мушко становништво од 8 до 14 година                                                             | 10422    |
| 27  | Женско становништво од 8 до 14 година                                                            | 10055    |
| 28  | Становништво од 12 до 14 година                                                                  | 7139     |
| 29  | Мушко становништво од 12 до 14 година                                                            | 3645     |
| 30  | Женско становништво од 12 до 14 година                                                           | 3494     |
| 31  | Становништво од 15 до 17 година                                                                  | 6175     |
| 32  | Мушко становништво од 15 до 17 година                                                            | 3113     |
| 33  | Женско становништво од 15 до 17 година                                                           | 3062     |
| 34  | Становништво од 18 до 24 године                                                                  | 15866    |
| 35  | Мушко становништво од 18 до 24 године                                                            | 7554     |
| 36  | Женско становништво од 18 до 24 године                                                           | 8312     |
| 37  | Женско становништво од 15 до 49 година                                                           | 40573    |
| 38  | Становништво са 60 и више година                                                                 | 3752     |
| 39  | Мушко становништво са 60 и више година                                                           | 1893     |
| 40  | Женско становништво са 60 и више година                                                          | 1859     |
| 41  | Однос између мушкараца и жена                                                                    | 102.27   |
| 42  | Становништво од нуле до 14 година                                                                | 51583    |
| 43  | Становништво од 15 до 64 године                                                                  | 88119    |
| 44  | Становништво од 65 година и више                                                                 | 2371     |
| 45  | Просечан број деце                                                                               | 1.94     |
| 46  | Становништво рођено у ентитету                                                                   | 104773   |
| 47  | Мушко становништво рођено у ентитету                                                             | 52783    |
| 48  | Женско становништво рођено у ентитету                                                            | 51990    |
| 49  | Становништво рођено у другом ентитету                                                            | 35403    |
| 50  | Мушко становништво рођено у другом ентитету                                                      | 18091    |
| 51  | Женско становништво рођено у другом ентитету                                                     | 17312    |
| 52  | Становништво од 5 година и више резидентно у ентитету у јуну 2005. године                        | 113424   |
| 53  | Мушко становништво старосног доба од 5 година и више, резидентно у ентитету у јуну 2005. године  | 57136    |
| 54  | Женско становништво старосног доба од 5 и више година, резидентно у ентитету у јуну 2005. године | 56288    |
| 55  | Становништво од 5 година и више које је живело у другом ентитету у јуну 2005. године             | 6490     |
| 56  | Мушко становништво старије од 5 година које је живело у другом ентитету у јуну 2005. године      | 3432     |
| 57  | Женско становништво старије од 5 година које је живело у другом ентитету у јуну 2005. године     | 3058     |
| 58  | Становништво од 3 године и више које говори аутохтони језик                                      | 2891     |
| 59  | Мушко становништво старо 3 године и више које говори аутохтони језик                             | 1603     |
| 60  | Женско становништво старо 3 године и више које говори аутохтони језик                            | 1288     |
| 61  | Становништво од 3 године и више које говори аутохтони језик и не говори шпански језик            | 3        |
| 62  | Мушко становништво старо 3 године и више које говори аутохтони језик и не говори шпански         | 0        |
| 63  | Женско становништво старо 3 године и више које говори аутохтони језик и не говори шпански језик  | 3        |
| 64  | Становништво старо 3 године и више које говори аутохтони језик и шпански                         | 2558     |
| 65  | Мушко становништво старо 3 године и више које говори аутохтони језик и шпански                   | 1418     |
| 66  | Женско становништво старо 3 године и више које говори аутохтони језик и шпански                  | 1140     |
| 67  | Становништво од 5 година и више које говори аутохтони језик                                      | 2874     |
| 68  | Становништво од 5 година и више које говори аутохтони језик и не говори шпански језик            | 3        |
| 69  | Становништво од 5 година и више које говори аутохтони језик и говори шпански језик               | 2550     |
| 70  | Становништво у домородачким домаћинствима                                                        | 5908     |
| 71  | Становништво са ограничењима у активностима                                                      | 2478     |
| 72  | Становништво са ограниченим ходањем или кретањем, горе или доле                                  | 1201     |
| 73  | Становници са ограничењима вида, чак и уз кориштење сочива                                       | 677      |
| 74  | Становништво са ограничењима говора, комуникације или конверзације                               | 378      |
| 75  | Становништво са ограниченим слухом                                                               | 247      |
| 76  | Становништво са ограничењима при одевању, купању или јелу                                        | 182      |
| 77  | Становништво са ограничењима у опажању или учењу једноставних ствари                             | 176      |
| 78  | Становништво са менталним ограничењима                                                           | 299      |
| 79  | Становништво без ограничења активности                                                           | 137907   |
| 80  | Становништво од 3 до 5 година које не похађа школу                                               | 5677     |
| 81  | Мушко становништво од 3 до 5 година које не похађа школу                                         | 2898     |
| 82  | Женско становништво од 3 до 5 година које не похађа школу                                        | 2779     |
| 83  | Становништво од 6 до 11 година које не похађа школу                                              | 369      |
| 84  | Мушко становништво од 6 до 11 година које не похађа школу                                        | 209      |
| 85  | Женско становништво од 6 до 11 година које не похађа школу                                       | 160      |
| 86  | Становништво од 12 до 14 година које не похађа школу                                             | 507      |
| 87  | Мушко становништво од 12 до 14 година које не похађа школу                                       | 266      |
| 88  | Женско становништво од 12 до 14 година које не похађа школу                                      | 241      |
| 89  | Становништво од 15 до 17 година похађа школу                                                     | 3288     |
| 90  | Мушко становништво од 15 до 17 година похађа школу                                               | 1694     |
| 91  | Женско становништво између 15 и 17 година живота у школи                                         | 1594     |
| 92  | Становништво од 18 до 24 године похађа школу                                                     | 1562     |
| 93  | Мушко становништво од 18 до 24 године похађа школу                                               | 787      |
| 94  | Женско становништво од 18 до 24 године похађа школу                                              | 775      |
| 95  | Становништво од 8 до 14 година које не може да чита и пише                                       | 419      |
| 96  | Мушко становништво старосног доба од 8 до 14 година које не може да чита и пише                  | 255      |
| 97  | Женско становништво старосног доби од 8 до 14 година које не може да чита и пише                 | 164      |
| 98  | Становништво од 15 година и више које је неписмено                                               | 1809     |
| 99  | Мушко становништво од 15 година и више које је неписмено                                         | 799      |
| 100 | Женско становништво од 15 година и више које је неписмено                                        | 1010     |
| 101 | Становништво старо 15 и више година без школовања                                                | 2411     |
| 102 | Мушко становништво старо 15 и више година без школовања                                          | 1106     |
| 103 | Женско становништво старо 15 и више година без школовања                                         | 1305     |
| 104 | Становништво старосног доба 15 и више година са непотпуним основним образовањем                  | 6040     |
| 105 | Мушко становништво старосног доба од 15 година и више са непотпуном основним образовањем         | 2894     |
| 106 | Женско становништво старосног доба 15 и више година са непотпуном основним образовањем           | 3146     |
| 107 | Становништво старо 15 и више година са комплетним основним образовањем                           | 12823    |
| 108 | Мушко становништво старо 15 година и више са комплетним основним образовањем                     | 5652     |
| 109 | Женско становништво старо 15 и више година са комплетним основним образовањем                    | 7171     |
| 110 | Становништво старосног доба 15 и више година са непотпуним средњим образовањем                   | 4821     |
| 111 | Мушко становништво старосног доба од 15 година и више са непотпуним средњим образовањем          | 2504     |
| 112 | Женско становништво старосног доба од 15 година и више са непотпуним средњим образовањем         | 2317     |
| 113 | Становништво старо 15 и више година са пуним секундарном образовањем                             | 34261    |
| 114 | Мушко становништво старосног доба од 15 година и више са пуним секундарном образовањем           | 17828    |
| 115 | Женско становништво старосног доба од 15 година и више са пуним секундарном образовањем          | 16433    |
| 116 | Становништво старије од 18 година са постосновним образовањем                                    | 27006    |
| 117 | Мушко становништво старије од 18 година са постосновним образовањем                              | 14181    |
| 118 | Женско становништво старије од 18 година са постосновним образовањем                             | 12825    |
| 119 | Просечна оцена школовања                                                                         | 9.15     |
| 120 | Просечан ниво образовања мушке популације                                                        | 9.29     |
| 121 | Просечан ниво образовања женског становништва                                                    | 9.02     |
| 122 | Економски активно становништво                                                                   | 57509    |
| 123 | Економски активна мушка популација                                                               | 40715    |
| 124 | Економски активна женска популација                                                              | 16794    |
| 125 | Становништво које није економски активно                                                         | 38938    |
| 126 | Мушко становништво које није економски активно                                                   | 7963     |
| 127 | Женско становништво које није економски активно                                                  | 30975    |
| 128 | Запослено становништво                                                                           | 55387    |
| 129 | Запослено мушко становништво                                                                     | 38955    |
| 130 | Запослено женско становништво                                                                    | 16432    |
| 131 | Незапослена популација                                                                           | 2122     |
| 132 | Незапослена мушка популација                                                                     | 1760     |
| 133 | Незапослена женска популација                                                                    | 362      |
| 134 | Становништво без права на здравствене услуге                                                     | 25027    |
| 135 | Становништво које има право на здравствене услуге                                                | 115616   |
| 136 | Становништво које има право на ИМСС                                                              | 95787    |
| 137 | Становништво које има право на социјално осигурање                                               | 1953     |
| 138 | Становништво које има право на државно социјално осигурање                                       | 435      |
| 139 | Становништво које има право на опште осигурање или здравствено осигурање за нову генерацију      | 14477    |
| 140 | Становништво које је било једном или није било у браку током 12 година и више                    | 23655    |
| 141 | Венчано или уједињено становништво од 12 година и више                                           | 67138    |
| 142 | Становништво које је било у браку или уједињено 12 година и више                                 | 5693     |
| 143 | Становништво са католичком религијом                                                             | 117040   |
| 144 | Протестанти, еванђелисти и библијски следбеници различити од еванђелиста                         | 14845    |
| 145 | Становништво са другим религијама различитим од претходних                                       | 36       |
| 146 | Становништво без религије                                                                        | 8048     |
| 147 | Укупно пописаних домаћинства                                                                     | 38328    |
| 148 | Пописна домаћинства на челу са мушкарцима                                                        | 33501    |
| 149 | Пописна домаћинства на челу са женама                                                            | 4827     |
| 150 | Становништво у пописним домаћинствима                                                            | 142173   |
| 151 | Становништво у пописним домаћинствима на челу са мушкарцима                                      | 126550   |
| 152 | Становништво у пописним домаћинствима на челу са женама                                          | 15623    |
| 153 | Укупно домаћинстава                                                                              | 65660    |
| 154 | Укупно насељених домаћинстава                                                                    | 38791    |
| 155 | Укупно приватних кућа                                                                            | 65197    |
| 156 | Насељени приватни домови                                                                         | 38328    |
| 157 | Укупно насељених приватних кућа                                                                  | 38788    |
| 158 | Ненасељене приватне куће                                                                         | 21320    |
| 159 | Појединачна домаћинства за привремену употребу                                                   | 5549     |
| 160 | Становници у насељеним приватним кућама                                                          | 142173   |
| 161 | Насељеност станара у приватним становима                                                         | 3.71     |
| 162 | Просечно становника по соби у приватним насељеним домаћинствима                                  | 1.16     |
| 163 | Појединачна домаћинства са подовима од различитих материјала од земље                            | 36528    |
| 164 | Појединачна домаћинства у приземљу                                                               | 1161     |
| 165 | Појединачна домаћинства са једном спаваћом собом                                                 | 16779    |
| 166 | Појединачна домаћинства са две спаваће собе и више                                               | 20947    |
| 167 | Појединачна домаћинства са једним собом                                                          | 1462     |
| 168 | Појединачна домаћинства са две собе                                                              | 8120     |
| 169 | Појединачна домаћинства са 3 собе и више                                                         | 28086    |
| 170 | Појединачна домаћинства која имају електрично светло                                             | 37469    |
| 171 | Појединачна домаћинства која немају електрично светло                                            | 279      |
| 172 | Појединачна домаћинства која имају водоводну воду у стамбеном простору                           | 36220    |
| 173 | Појединачна домаћинства која немају водоводну воду у стамбеном простору                          | 1476     |
| 174 | Појединачна домаћинства која имају тоалет                                                        | 37509    |
| 175 | Појединачна домаћинства која имају канализацију                                                  | 37000    |
| 176 | Појединачна домаћинства која немају канализацију                                                 | 650      |
| 177 | Појединачна домаћинства која имају електрично светло, довод воде из јавне мреже и канализацију   | 35961    |
| 178 | Појединачна домаћинства без икаквих услова                                                       | 176      |
| 179 | Појединачна домаћинства која имају радио                                                         | 29573    |
| 180 | Појединачна домаћинства која имају телевизор                                                     | 36620    |
| 181 | Појединачна домаћинства која имају фрижидер                                                      | 35298    |
| 182 | Појединачна домаћинства која имају машину за веш                                                 | 29270    |
| 183 | Појединачна домаћинства која имају аутомобил или комби                                           | 17629    |
| 184 | Појединачна домаћинства која имају рачунар                                                       | 7856     |
| 185 | Појединачна домаћинства која имају фиксну телефонску линију                                      | 11510    |
| 186 | Појединачна домаћинства која имају мобилни телефон                                               | 30042    |
| 187 | Појединачна домаћинства која имају приступ интернету                                             | 4664     |